# Fregadora de banda

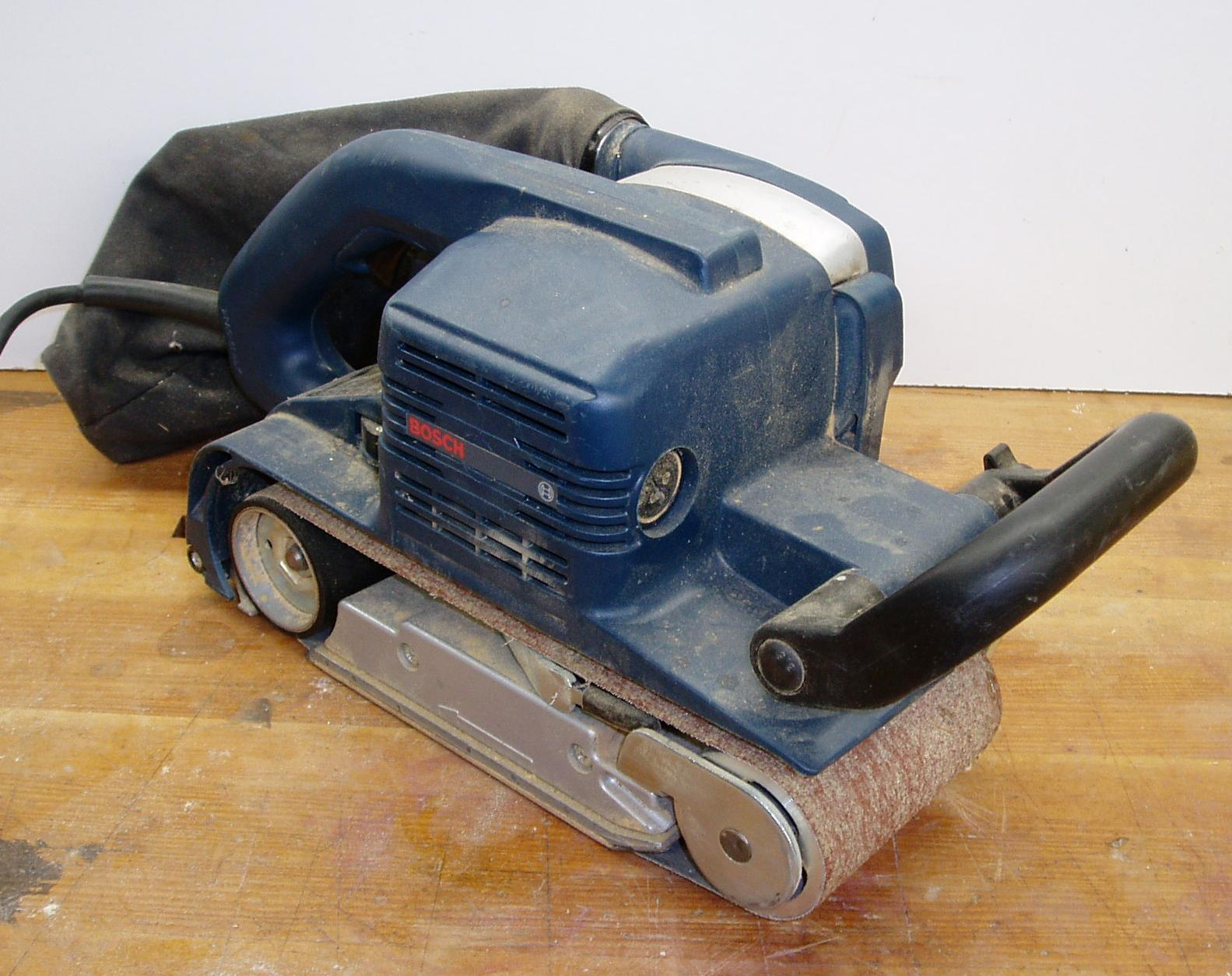
Fregadora de banda portàtil.

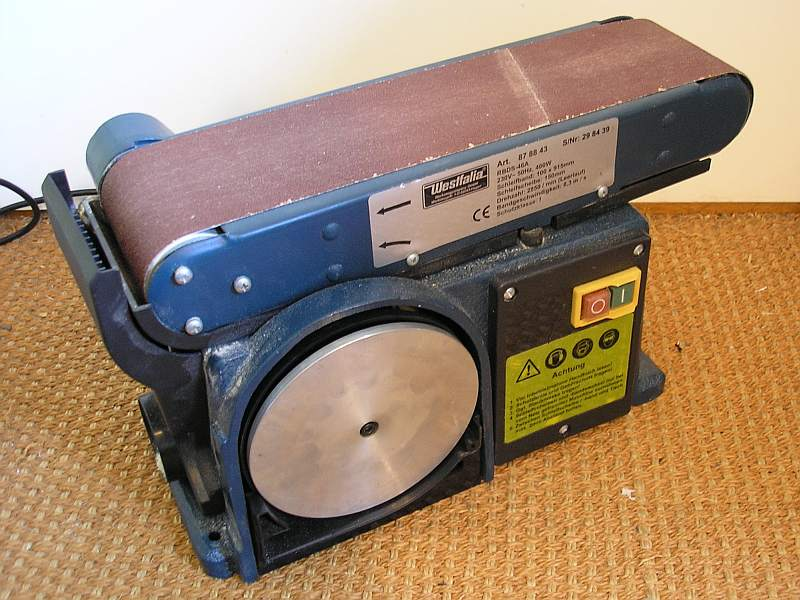
Fregadora de banda estacionària.

La Fregadora de banda és una màquina que s'utilitza per polir fusta i altres materials. Consisteix en un motor elèctric que fa rodar un parell de tambors sobre els quals es munta una banda contínua de paper de vidre. Pot ser tant portàtil (on la fregadora es mou sobre el material) com estacionària (fixa), en què el material es mou sobre la banda.
Varien en grandària, des de petites unitats transportables fins a grans aparells ubicats en una gran fàbrica. El poliment de fusta produeix una gran quantitat de serradures, i per aquest motiu la majoria de polidores de banda venen equipades amb algun tipus de sistema recol·lector de pols.